# 2616 Lesya
2616 Lesya este un asteroid din centura principală, descoperit pe 28 august 1970, de Tamara Smirnova.